# Dunaj (zespół muzyczny)
Dunaj – czeski zespół rockowy (rock awangardowy), aktywny z przerwami w latach 1985–1998.
Początkowo zespół nosił nazwę Kolektiv, a tworzyli go skrzypaczka i wokalistka Iva Bittová, wokalista Jiří Kolšovský, a także gitarzyści Josef Ostřanský, Pavel Richter i Vladimír Václavek oraz Pavel Fajt (perkusja). Po odejściu Richtera w 1988 zespół zmienił nazwę na Dunaj. W 1989 ukazał się album Dunaj a Bittová (Iva Bittová i Dunaj). Miał on być pojedynczym projektem, jednak odniósł sukces, głównie dzięki niezwykłej ekspresji muzycznej, a określany był jako najważniejsza płyta czeskiej muzyki rockowej lat 80.
Po 1989 Bittová opuściła Dunaj, koncentrując się na karierze solowej, a liderem zespołu stał się Kolšovský, zaś stały skład został ustalony jako Kolšovský, Ostřanský, Václavek, Pavel Koudelka (perkusja). Na drugiej płycie Rosol (1991) grał też klawiszowiec Zdeněk Plachý. W 1991 zespół rozpadł się, lecz rok później reaktywował, nagrywając płytę Dudlay. W latach 90. zespół nagrał jeszcze dwie płyty, zyskując w Czechach miano kultowego. Na potrzeby projektu Pustit Musíš w 1995 ponownie do zespołu wrócili Bittová i Fajt.
Dunaj występował w Czechach i klubach Europy Zachodniej. Oficjalne rozwiązanie zespołu nastąpiło w lutym 1998, zaś w sierpniu 1998 na zawał serca zmarł Kolšovský. Grupę reaktywowano w roku 2002 na potrzeby kilku koncertów, na których jako wokalista wystąpił Václav Bartoš (Pluto, Fru Fru).
W 2018 grupa reaktywowała się ponownie, organizując zbiórkę na film poświęcony grupie, która wystąpiła też na rumuńskim festiwalu Banát. W 2022 po ćwierćwieczu przerwy grupa wydała nowy album „Za vodou”, w którego nagraniu brali udział Václavek, Koudelka i Ostřanský.

## Skład
- Jiří Kolšovský – śpiew, gitara (1986–1991, 1992–1998)
- Vladimír Václavek – gitara, gitara basowa, śpiew (1986–1991, 1992–1998, 2002)
- Josef Ostřanský - gitara, śpiew (1986–1991, 1992–1998, 2002)
- Pavel Koudelka – perkusja (1992–1998, 2002)
- Pavel Fajt – perkusja (1986–1991, 1995, 2002)
- Iva Bittová – śpiew, skrzypce(1986–1989, 1995, 2002)
- Zdeněk Plachý – instrumenty klawiszowe (1991) - zm. w 2018[7]
- Pavel Richter(inne języki) – gitara (1986–1989)
- Václav Bartoš – śpiew (2002)

## Dyskografia
- Dunaj a Bittová (1989)
- Rosol (1991) (wydany ponownie w 2001 z dodatkowymi nagraniami koncertowymi)
- Dudlay (1993)
- IV (1994)
- Pustit musíš (1995)
- La La Lai (1996)
- Za Vodou (2022)